# 福建幫 (香港)
福建幫一般指活躍於香港的由中國福建人組成的社團，多為帶有黑社會性質的幫派。

## 歷史

### 六七暴動
北角、元朗等地為福建幫的「地頭」，也是工聯會的「鐵票」地區，然而兩者同屬左派。早於二十世紀五十至六十年代，北角在六七暴動中很重要，是香港親共人士的「基地」。  六十年代前已有大量原籍閩南地區的福建人由中國大陸逃難到北角，他們於六七暴動時支持左派工會和學生。而華豐國貨正是暴亂的大本營指揮部，裡面都是中資銀行和宿舍。自此，當地有很多以闽南人为主的福建居民以及他們的店鋪，北角又稱為「小福建」。

### 反送中運動

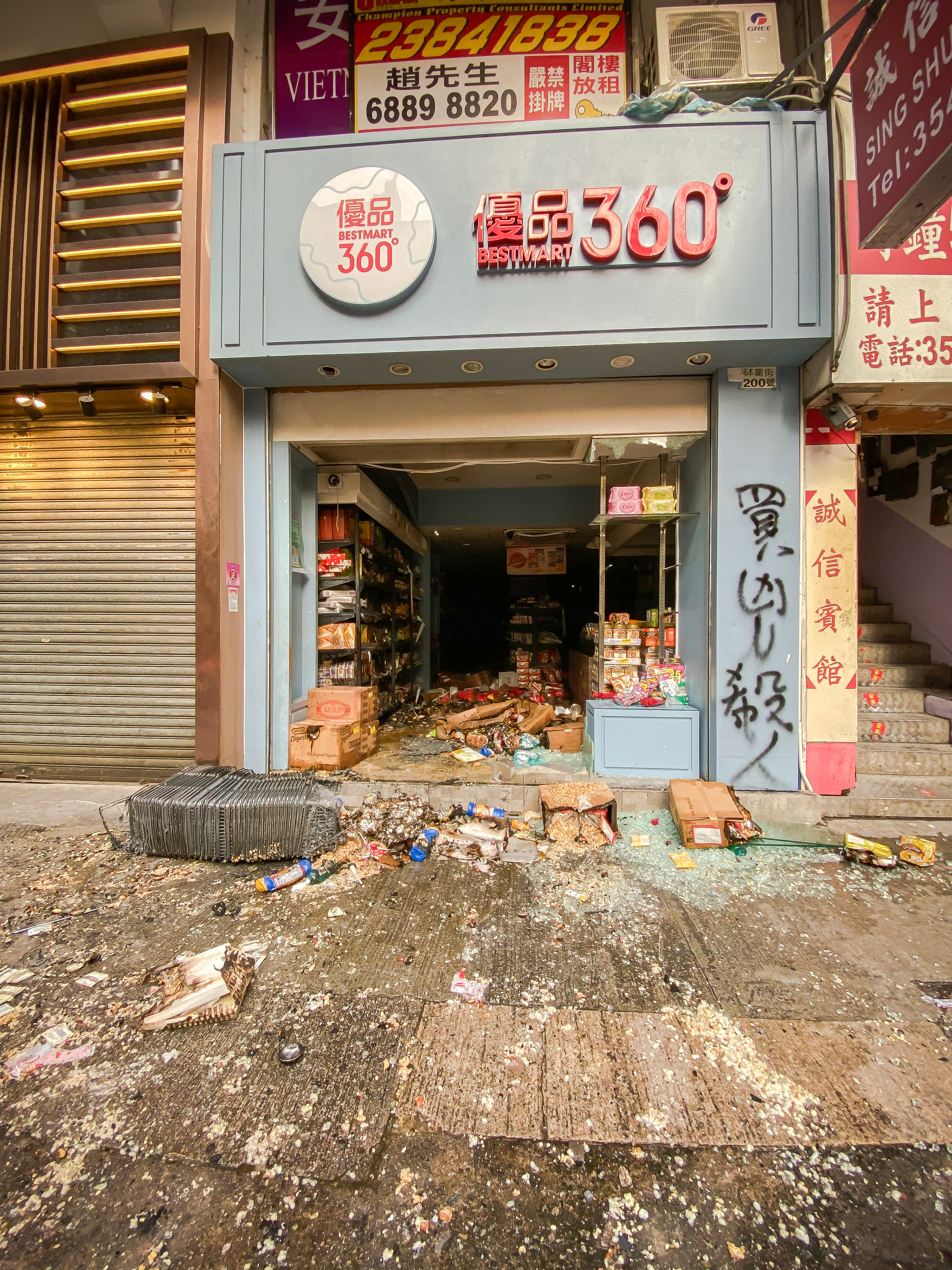
2019年10月，優品360香港分店遭到破壞

2019年7月20日，香港激進建制派組織「守護香港大聯盟」於添馬公園舉辦了「撐警」集會，台上發言人石鏡泉向在場人士傳受「打仔秘笈」。2019年7月21日香港發生「721」元朗暴力事件；2019年8月11日再發生「811」北角暴力事件，毆打市民之人多自稱為中國人或福建人。 8月17日，上述社團再舉辦另一次集會，場內亦有不少福建幫人士。同年9月北角再度發生打鬥，有福建籍人氏被拘捕。
連串打人事件後再發生破壞商店事故，多名不明人士針對中共國企及福建人在港的生意進行打擊。其中，優品360創辦人因其與福建同鄉會的密切關係，使其360多間分店遭到破壞乃至焚燒，有圍觀者趁火打劫。 同年9月和10月，優品360先後發聲明，稱該公司及管理層與「福建黑幫」無關。 
當時的香港中聯辦主任王志民是福建仙遊籍人氏，曾就讀軍校並任職軍人的他被指與福建幫派關系密切。2020年1月，王被中央提早撤換，職位由浙江義烏人駱惠寧接任。
2020年農曆新年前，連任區議員失敗的福建人許清安，依然以「許清安辦事處主辦」之名舉辦賀年活動，向市民送揮春和年糕。

## 参見
- 華人黑社會
- 福建幫幫主 --- 周黎明博士
- 羅漢腳
- 閩粵械鬥
- 香港福佬人
- 閩南民系
- 福建中學
- 富臨集團
- 陶源酒家
- 炑八韓烤
- 優品360